# Cumnock
Cumnock (gael. Cumnag) – miasto położone w Szkocji. Leży na spływie rzek Lugar i Glaisnock.

## Historia
Cumnock było miastem górniczym, a także ośrodkiem handlowym dla mniejszych miejscowości w okolicy takich jak Lugar, Muirkirk,
Miasto ma też silne dziedzictwo socjalistyczne ze względu na górnictwo. W nim przez większość życia mieszkał założyciel Labour Party, Keir Hardie i jego pomnik stoi przed tutejszym ratuszem.